# Косово: Можете ли да си представите?
Косово: Можете ли да си представите? (на английски: Kosovo: Can You Imagine?, на сръбски: Косово: Можете ли замислити?) е канадски документален филм от 2009 година с режисьор Борис Малагурски, за липсата на човешки права на сърбите в Косово.

## Награди
- Най-добър филм – BC Days Documentary Film Festival 2009, Ванкувър, Канада
- Победител на Сребърна палма – Mexico International Film Festival 2009, Розарито, Мексико[5]
- Официална селекция – BridgeFest 2009, Източно Сараево, Босна и Херцеговина